# Cumminsiella
Cumminsiella Arthur (rdzawina) – rodzaj grzybów z rodziny rdzowatych (Pucciniaceae). Opisano 8 gatunków występujących w Ameryce Północnej i Południowej. W Europie i w Polsce występuje jeden gatunek – Cumminsiella mirabilissima.

## Charakterystyka
Grzyby mikroskopijne, pasożytujące na roślinach z rodziny berberysowatych (Berberidaceae). Wywołują u nich choroby zwane rdzami. Wszystkie są pasożytami jednodomowymi, to znaczy, że ich pełny cykl życiowy odbywa się bez zmiany żywiciela.
Wszystkie owocniki (spermogonia, ecja, uredinia i telia) powstają pod skórką porażonej rośliny. Ecja okryte ścianką, ecjospory brodawkowane. Urediniospory brodawkowane lub kolczaste. Teliospory dwukomórkowe, na trwałych trzonkach, często z dwuwarstwową ścianą i dwoma porami rostkowymi w każdej komórce.

## Systematyka i nazewnictwo
Pozycja w klasyfikacji według Index Fungorum: Pucciniaceae, Pucciniales, Incertae sedis, Pucciniomycetes, Pucciniomycotina, Basidiomycota, Fungi.
Nazwa polska według IX tomu Grzyby Polski.

## Gatunki
- Cumminsiella antarctica (Speg.) J.W. Baxter 1958
- Cumminsiella mirabilissima (Peck) Nannf. 1947
- Cumminsiella santa J.W. McCain & J.F. Hennen 1982
- Cumminsiella standleyana Cummins 1940
- Cumminsiella stolpiana (Magnus) J.W. Baxter 1958
- Cumminsiella texana (Holw. & Long) Arthur 1933
- Cumminsiella umbrosa J.F. Hennen & Cummins 1973
- Cumminsiella wootoniana (Arthur) Arthur 1933

Nazwy naukowe na podstawie Index Fungorum.